# Amaranto (grão)
O amaranto tem sido cultivado como grão desde há cerca de 8000 anos. É classificado como pseudocereal e cultivado por ser comestível, rico em amido como os cereais, mas não é da mesma família de cereais , como trigo e arroz.

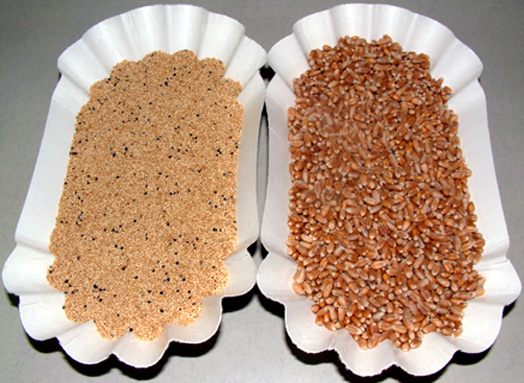
Amaranto em grãos (esquerda) e trigo (direita)

O rendimento de grãos de amaranto é comparável ao de arroz ou de milho. Foi um alimento básico dos Astecas e parte integrante das cerimônias religiosas dos Astecas. O cultivo do amaranto foi banido pelos conquistadores com a conquista da nação Asteca. A planta cresceu como erva daninha desde então. Assim, sua base genética tem sido, em grande parte mantida. A investigação sobre o grão de amaranto começou nos Estados Unidos na década de 1970. Até o final de 1970, alguns milhares de hectares foram cultivados. Muito do cultivo atual do grão é vendido em lojas de produtos naturais.
Grão de amaranto também é cultivado como cultivar alimentar em quantidades limitadas no México, onde ele é usado para fazer um doce chamado alegría (espanhol para alegria) na época do festival. Espécies de Amaranto que ainda são usados como  grão são Amaranthus caudatus L., Amaranthus cruentus., e Amaranthus hypochondriacus L.  O grão é estourado e misturado com mel.
Grão de amaranto também pode ser utilizado para extrair o óleo de amaranto , um óleo de semente extraído sob pressão, com usos comerciais.

## Análise nutricional
Grão de amaranto natural não é diretamente comestível para humanos, não pode ser digerida, porque bloqueia a absorção de nutrientes. Assim, ele tem de ser preparado e cozido como outros grãos. Em 100 gramas quantidade, cozido amaranto oferece 103 calorias (quilocalorias) e é uma fonte entre moderada e rica de minerais dietéticos, notadamente fósforo, manganês e ferro. Amaranto cozido tem 75% de água, 19% de carboidratos, 4% de proteína e 2% de gordura (tabela).
De acordo com a organização Educational Concerns For Hunger Organization (ECHO), amaranto contém fatores anti-nutricionais, incluindo oxalatos, nitratos, saponinas e compostos fenólicos. Os métodos de confecção, tais como ferver amaranto em água e, em seguida, descartando a água, podem reduzir seus efeitos tóxicos.
Grão de amaranto é rico em proteína e lisina, um aminoácido encontrado em pequenas quantidades em outros grãos. Grão de amaranto é deficiente em aminoácidos essenciais, tais como a leucina e treonina – ambos os quais estão presentes no gérmen de trigo. Grão de Amaranto é livre de glúten, o que o torna uma opção viável de grão para as pessoas com intolerância ao glúten.
| Composição                  | Amaranto | Trigo  | Arroz  | Milho  | Batata |
| Nutriente (porção de 100 g) | Porção   | Porção | Porção | Porção | Porção |
| --------------------------- | -------- | ------ | ------ | ------ | ------ |
| Água (g)                    | 11       | 13     | 12     | 76     | 82     |
| Energia (kJ)                | 1554     | 1368   | 1527   | 360    | 288    |
| Energia (kcal)              | 371      | 327    | 365    | 86     | 69     |
| Proteína (g)                | 14       | 13     | 7      | 3      | 1,7    |
| Gordura (g)                 | 7        | 2      | 1      | 1      | 0,1    |
| Carboidratos (g)            | 65       | 71     | 79     | 19     | 16     |
| Fibra (g)                   | 7        | 12     | 1      | 3      | 2,4    |
| Açúcares (g)                | 1,7      | <0,1   | >0,1   | 3      | 1,2    |
| Ferro (mg)                  | 7,6      | 3      | 0,8    | 0,5    | 0,5    |
| Manganês (mg)               | 3,4      | 4      | 1,1    | 0,2    | 0,1    |
| Cálcio (mg)                 | 159      | 29     | 28     | 2      | 9      |
| Magnésio (mg)               | 248      | 126    | 25     | 37     | 21     |
| Fósforo (mg)                | 557      | 288    | 115    | 89     | 62     |
| Potássio (mg)               | 508      | 363    | 115    | 270    | 407    |
| Zinco (mg)                  | 2,9      | 2,6    | 1,1    | 0,5    | 0,3    |
| Ácido pantotênico (mg)      | 1,5      | 0,9    | 1,0    | 0,7    | 0,3    |
| Vitamina B6 (mg)            | 0,6      | 0,3    | 0,2    | 0,1    | 0,2    |
| Ácido fólico (µg)           | 82       | 38     | 8      | 42     | 18     |
| Tiamina (mg)                | 0,1      | 0,3    | 0,1    | 0,2    | 0,1    |
| Riboflavina (mg)            | 0,2      | 0,1    | >0,1   | 0,1    | >0,1   |
| Niacina (mg)                | 0,9      | 5,4    | 1,6    | 1,8    | 1,1    |

A tabela abaixo compara os valores nutricionais do grão de amaranto de cozido, na forma comestível para cozidos, com o grão de trigo em forma comestível.

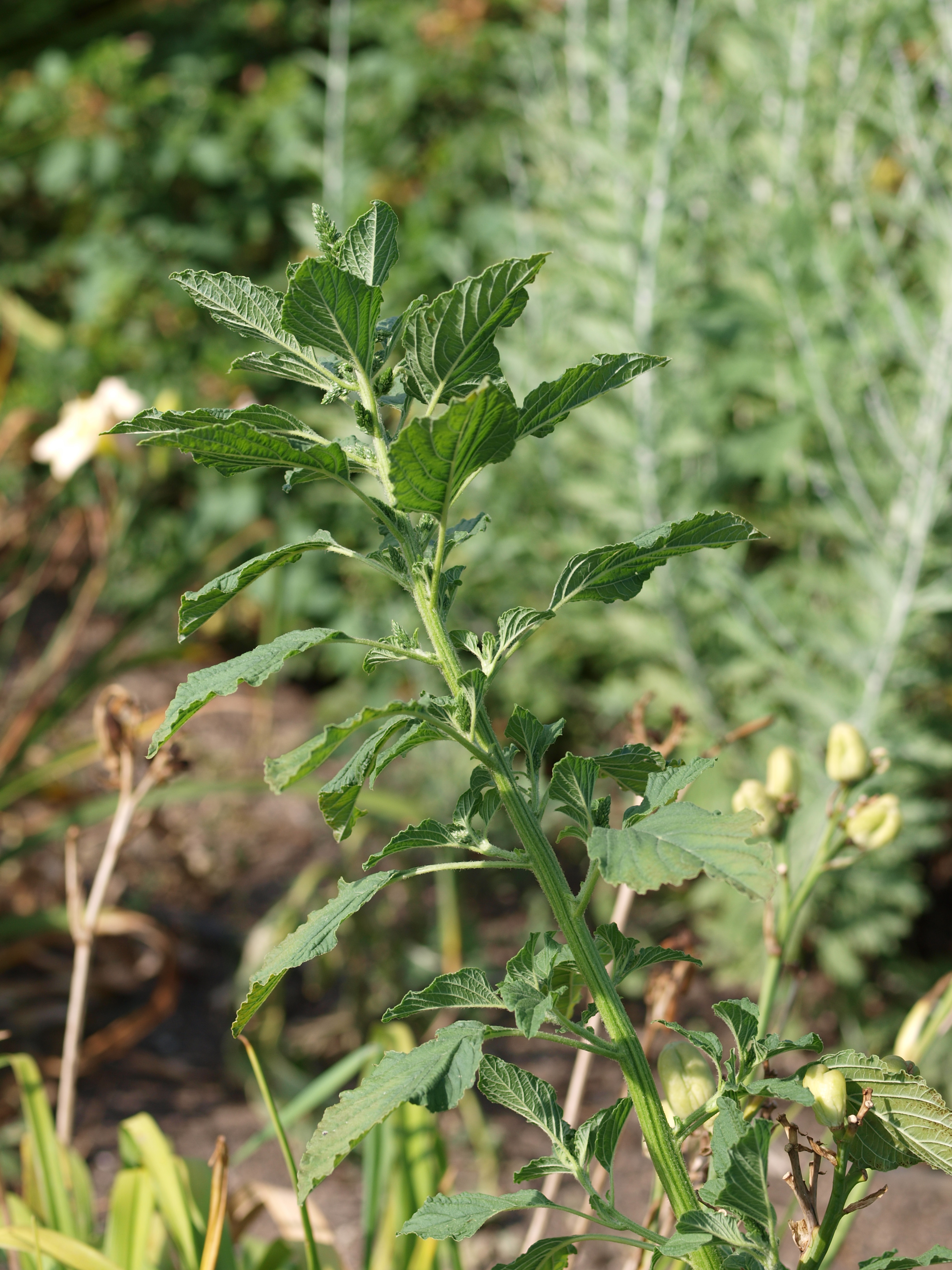
Amaranthus retroflexus, conhecida comumente como "caruru"

| Composição                  | Amaranto em grãos, cozido | Cereais, trigo integral, cozido |
| Nutriente (porção de 100 g) | Quantidade                | Quantidade                      |
| --------------------------- | ------------------------- | ------------------------------- |
| Água (g)                    | 75                        | 83                              |
| Energia (kJ)                | 429                       | 259                             |
| Proteína (g)                | 4                         | 2                               |
| Gordura (g)                 | 2                         | 0,4                             |
| Carboidrato (g)             | 19                        | 14                              |
| Fibra (g)                   | 2                         | 2                               |
| Açúcares (g)                | n/a                       | n/a                             |
| Ferro (mg)                  | 2,1                       | 0,6                             |
| Manganês (mg)               | 0,85                      | 0,85                            |
| Cálcio (mg)                 | 47                        | 7                               |
| Magnésio (mg)               | 65                        | 22                              |
| Fósforo (mg)                | 148                       | 69                              |
| Potássio (mg)               | 135                       | 71                              |
| Zinco (mg)                  | 0,9                       | 0,5                             |
| Ácido pantotênico (mg)      | <0.1                      | n/a                             |
| Vitamina B6 (mg)            | 0,11                      | 0,07                            |
| Ácido fólico (µg)           | 22                        | 14                              |
| Tiamina (mg)                | <0,1                      | 0,07                            |
| Riboflavina (mg)            | 0,02                      | 0,05                            |
| Niacina (mg)                | 0,24                      | 0,8                             |

## Cultivo
Há cerca de 75 espécies diferentes que se enquadram no gênero Amaranthus. Muitas espécies de grãos de amaranto são plantas resistentes, inclusive a mudanças no pH, no teor de sal, no ambiente, na temperatura e no período de seca. Grãos de amaranto têm diversidade genética e capacidade adaptável.
Alguns exemplos de espécies de amaranto são: Amaranthus albus, Amaranthus blitoides, Amaranthus hybridus, Amaranthus palmeri, Amaranthus powellii, Amaranthus retroflexus, Amaranthus spinosus, Amaranthus tuberculatus, e Amaranthus viridis. Amaranthus retroflexus, ou "caruru", é uma espécie selvagem de amaranto nativa nos Estados Unidos, sendo considerada erva daninha no Nordeste, Nebraska e a Grande Planície, Sul e Oeste. O nome deriva da planta tendência a brotar onde os porcos estão em pastagens. Apesar de as folhas como as sementes serem comestíveis, amaranto caruru não tem sido cultivada como cultura alimentar.

## Usos culturais

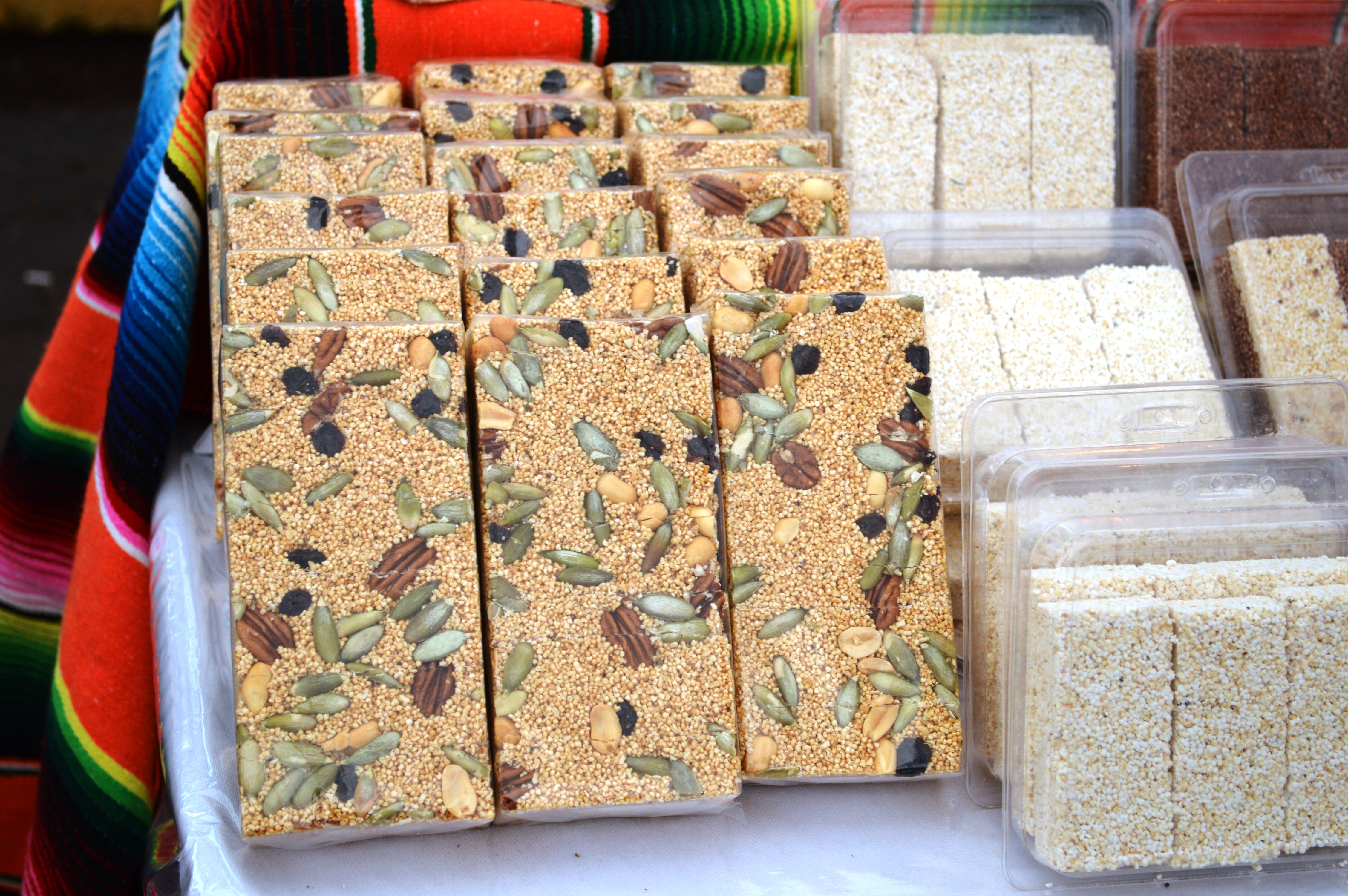
Alegrias, chocolates Mexicanos feitos de grãos de Amaranto com adição de outras sementes ou frutas secas.

Os Astecas cultivaram amaranto como um grampo colheita de grãos onde hoje é o México, durante o período pré-Colombiano. Amaranto foi usado pelos Astecas para os tamales, tortilhas e atole (cereais quentes). Além disso, eles criaram imagens de seus deuses com o amaranto, o agave e o milho durante o mês sagrado de Huitzilopochtli. No final do mês, as estátuas eram consumidas pelas famílias para "levar a deus." Quando os espanhóis proibiram atos religiosos como esse  e impuseram "a religião do deus que era adorado com trigo", o cultivo do amaranto reduziu. Na atual cultura Mexicana do Dia dos Mortos, sementes de amaranto são oferecidos como lanche para os espíritos. Crânios comestíveis foram, historicamente, feitos com sementes de amaranto, embora hoje sejam feitos de açúcar.